# 索胡任齊
49°57′31″N 26°43′34″E / 49.95861°N 26.72611°E
索胡任齊（烏克蘭語：Сохужинці），是烏克蘭西部的村莊，隸屬赫梅利尼茨基州的舍佩蒂夫卡區。該村始建於1601年，面積1.88平方公里，海拔高度278米，2001年人口357，人口密度每平方公里189.7人。